# Elvis-Presley-Statue (Bad Nauheim)

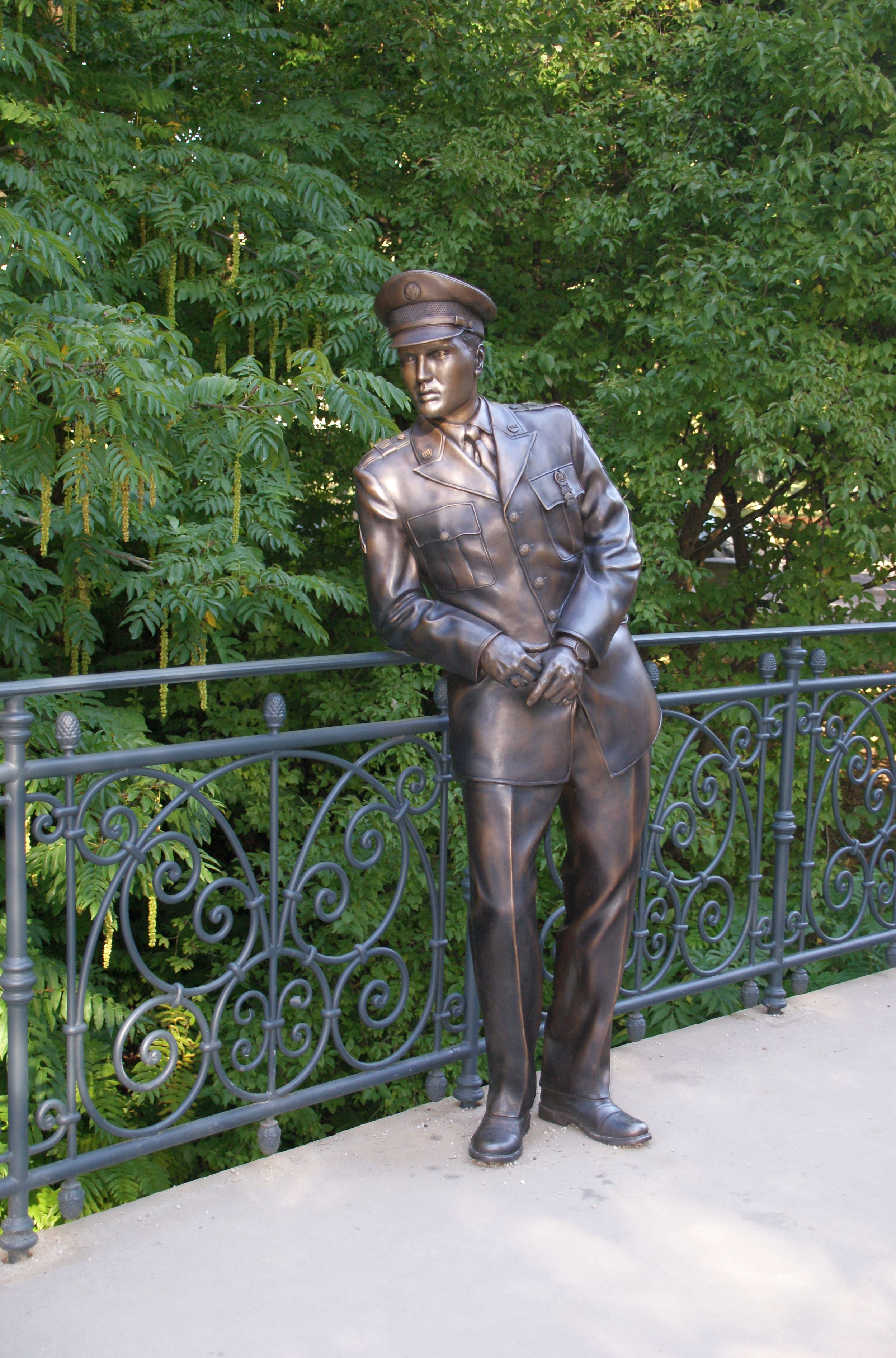
Statue von Elvis Presley in Bad Nauheim

Die Elvis-Presley-Statue ist ein Standbild des US-amerikanischen Rocksängers und Schauspielers Elvis Presley (1935–1977), das sich in der hessischen Stadt Bad Nauheim auf einer Brücke über das Flüsschen Usa befindet.

## Geschichte
Die Elvis-Presley-Fans Meike Berger und Angela Storm hatten beim Elvis-Festival in Bad Nauheim 2018 die Idee, eine Skulptur des Rockmusikers Elvis Presley für Bad Nauheim zu erschaffen, der während seines Militärdienstes Ende der 1950er Jahre einige Zeit in der Stadt gelebt hatte. Die Idee wurde von den Verantwortlichen der Stadt positiv aufgenommen und es wurde eine Spendenaktion für eine Bronzefigur gestartet. Die Stadt nahm dies auch zum Anlass, eine Sanierung der Brücke vorzunehmen, da die geplante Statue rund 200 Kilogramm wiegen sollte. Die Statik wurde ertüchtigt sowie das alte Stangengeländer durch eines mit Jugendstilverzierung ersetzt, wie es auf dem Foto von 1959, das als Vorlage dient, zeigt. Damit die Skulptur den Fußgängern nicht im Wege steht, wurde die Brücke um einen Meter auf vier Meter verbreitert. So bleibt genügend Platz für Selfie-Fotos, wenn sich Personen neben ihrem Idol ablichten wollen. Am 13. August 2021 wurde die Statue vom Bad Nauheimer Bürgermeister Klaus Kreß eingeweiht. Neben den Initiatorinnen und weiteren Gästen nahm auch Jason Shelton, der Ex-Bürgermeister der Elvis-Geburtsstadt Tupelo als Ehrengast teil.
Da in der Stadt Bad Nauheim zuweilen Kunstwerke aus Bronze gestohlen oder durch Vandalismus beschädigt wurden, schloss die Stadt für die Elvis-Presley-Statue eine Versicherung ab.

## Fertigung
Den Plan, einen Bildhauer mit der Skulptur zu beauftragen, haben die Initiatorinnen verworfen. Sie hatten die Sorge, dass ein Künstler das Gesicht nicht so naturgetreu darstellt, wie es auf dem Vorlagefoto zu sehen ist. Die Lösung des Problems wurde im nordrhein-westfälischen Mülheim bei der Firma EGO3D gefunden. Das Unternehmen ist in der Lage, aus einer zweidimensionalen Fotografie-Vorlage, ein dreidimensionales Modell zu drucken. Zunächst wird nur der Kopf gedruckt, um zu sehen, ob das Ergebnis mit den Vorstellungen und der Vorlage übereinstimmt. Oftmals trafen sich die Initiatorinnen mit dem digitalen Künstler, um an Details zu feilen, im Besonderen am Gesichtsausdruck. Probeweise wurde das Modell nach Bad Nauheim gebracht und auf der Brücke platziert. Da es den Erwartungen entsprach, wurde die gesamte Figur gedruckt, als Urmodell für den Guss verwendet und von der Glocken- und Kunstgießerei Rincker angefertigt.

## Beschreibung
Die Statue wurde einem Foto, das vermutlich im Frühjahr 1959 entstand, nachempfunden. Die aus Bronze gefertigte Skulptur hat eine Höhe von 1,82 Metern und ein Gewicht von ca. 180 Kilogramm. Elvis steht auf der Brücke nicht wie in seinem Musikerleben unverwechselbar mit langen Koteletten an den Wangen und der Gitarre in der Hand, sondern als Soldat. Das Standbild zeigt Presley lässig auf das Brückengeländer abgestützt, den Blick etwas nachdenklich in die Ferne gerichtet. Er ist mit der Ausgehuniform der 3rd Armored Division bekleidet.

## Trivia
Eine Verehrerin des Sängers, die der Elvis-Presley-Gesellschaft angehört und in der Nähe wohnt, hat es sich zur Aufgabe gemacht, die Statue regelmäßig ehrenamtlich zu reinigen. Außer Staub und Schmutz werden dabei auch aufgeklebte Werbesticker, beispielsweise von Fußballvereinen entfernt.
Am 20. März 2025 besuchte Presleys Witwe Priscilla Presley im Rahmen einer Diskussionsveranstaltung mit Eintragung ins Goldene Buch der Stadt Bad Nauheim die Statue und erinnerte daran, dass sie als 14-Jährige ihren späteren Ehemann Elvis Presley in Bad Nauheim kennenlernte.